# Rhynchospiza
Rhynchospiza – rodzaj ptaków z rodziny pasówek (Passerellidae).

## Występowanie
Rodzaj obejmuje gatunki występujące w Ameryce Południowej.

## Morfologia
Długość ciała 14,5–16 cm; masa ciała 23,7–27,6 g.

## Systematyka

### Etymologia
Rhynchospiza: gr. ῥυγχος rhunkhos „dziób”; σπιζα spiza „zięba”, od σπιζω spizō „ćwierkać”.

### Podział systematyczny
Takson wyodrębniony ostatnio z Aimophila. Do rodzaju należą następujące gatunki:
- Rhynchospiza stolzmanni (Taczanowski, 1877) – paskogłowik mniejszy
- Rhynchospiza dabbenei (Hellmayr, 1912) – paskogłowik czarnolicy
- Rhynchospiza strigiceps (Gould, 1839) – paskogłowik większy